# Феофан (Габуния)
Феофа́н (груз. თეოფანე, в миру Никола́й Габу́ния; 1803—1859) — архиерей Грузинского экзархата Русской православной церкви, епископ Мингрельский (1854—1859).

## Биография
Родился в 1803 году в Мингрелии, в селе Оногиа и был сыном дворянина Вахуштия.
Образование получил в Мингрельском Цагерейском монастыре, где 14 января 1825 года постригся в монашество с именем Феофана и 25 января был рукоположен в иеродиакона.
С 1827 года он был миссионером сначала в Сванетии, затем, рукоположенный в 1833 году в иеромонахи, был перемещен миссионером в Абхазию; его деятельность увенчалась обращением в христианство 1000 душ язычников и магометан.
В 1842 году Феофан был возведен в сан игумена и в 1846 году — в сан архимандрита. В 1848 году он оставил Абхазию и 20 сентября был назначен настоятелем Цагерейского монастыря.
Перемещенный в 1853 году в Имеретинский Гаэнаатский монастырь, он в следующем году был избран и хиротонисан в Тифлисе в епископа мингрельского.
Скончался Феофан Габуния 1 июня 1859 года. Четверть века спустя после его смерти (1885 год) путём слияния территорий Гурийской и Мингрельской епархий Грузинского экзархата была образована новая Гурийско-Мингрельская епархия, которая прекратила своё существование после октябрьского переворота.